# جائزة الولايات المتحدة الكبرى 1977
جائزة الولايات المتحدة الكبرى 1977 هو سباق فورمولا 1 أقيم بتاريخ 2 أكتوبر 1977 في نيويورك. كان الخامس عشر من أصل 17 في بطولة العالم لسباقات الفورمولا واحد موسم 1977. حلّ البريطاني جيمس هانت أولا بينما جاء الأمريكي ماريو أندريتي في المركز الثاني وحصل على المركز الثالث الجنوب أفريقي جودي شيكتر.

## الترتيب النهائي
| الترتيب | السائق          | النقاط |
| ------- | --------------- | ------ |
| 1       | نيكي لاودا      | 72     |
| 2       | ماريو أندريتي   | 47     |
| 3       | جودي شيكتر      | 46     |
| 4       | كارلوس ريوتيمان | 36     |
| 5       | جيمس هانت       | 31     |
| المصدر: |                 |        |